# طبل کوچک
طبل کوچک طبلی است دوطرفه که بر پوستهٔ زیرین آن رشته‌هایی کشیده شده است. طبل کوچک سازی کوبه‌ای است و معمولاً از یک چوبک طبل برای ضربه زدن بر آن استفاده می‌شود. صدای تولیدشده به‌وسیلهٔ آن، صدایی مقطّع است.

## ساختار
طبل‌های کوچک معمولاً از انواع چوب، فلز، پلی (متیل متاکریلات)، یا کامپوزیت، مانند فایبرگلاس ساخته می‌شوند. قطر طبیعی آن‌ها ۳۶ سانتیمتر (۱۴ اینچ) است. طبل‌های کوچکی که برای رژه استفاده می‌شوند، نسبت به طبل‌های کوچکی که همراه با ارکستر استفاده می‌شوند، بلندترند (عمق بیشتری دارند). عمق طبل‌های کوچکی که برای ارکستر استفاده می‌شوند، معمولاً ۱۵ سانتیمتر (۶ اینچ) است.